# Aurad (Rural), Aurad
Aurad (Rural) là một làng thuộc tehsil Aurad, huyện Bidar, bang Karnataka, Ấn Độ.